# La Neuville-sur-Oudeuil
La Neuville-sur-Oudeuil – miejscowość i gmina we Francji, w regionie Hauts-de-France, w departamencie Oise.
Według danych na rok 1990 gminę zamieszkiwało 270 osób, a gęstość zaludnienia wynosiła 73 osoby/km² (wśród 2293 gmin Pikardii La Neuville-sur-Oudeuil plasuje się na 729. miejscu pod względem liczby ludności, natomiast pod względem powierzchni na miejscu 995.).